# Liste der Universitäten und Hochschulen in Usbekistan
Dies ist eine Liste der 210 Universitäten und Hochschulen in Usbekistan (Stand: 7. Juni 2023).
| Nr. | Name der Bildungseinrichtung (deutsch) | Name der Bildungseinrichtung (usbekisch) | Website                                                                                                  |
| Ministerium für Hochschulbildung, Wissenschaft und Innovation der Republik Usbekistan – 63 Einrichtungen         | Ministerium für Hochschulbildung, Wissenschaft und Innovation der Republik Usbekistan – 63 Einrichtungen | Ministerium für Hochschulbildung, Wissenschaft und Innovation der Republik Usbekistan – 63 Einrichtungen                                                                                                | Ministerium für Hochschulbildung, Wissenschaft und Innovation der Republik Usbekistan – 63 Einrichtungen |
| --- | --- | --- | --- |
| 1. | Staatliche Universität für Weltsprachen Usbekistans | O‘zbekiston davlat jahon tillari universiteti | www.uzswlu.uz                                                                                            |
| 2. | Nationale Universität Usbekistans, benannt nach Mirzo Ulugbek | Mirzo Ulug’bek nomidagi O’zbekiston Milliy universiteti | https://nuu.uz/                                                                                          |
| 3. | Zweigstelle Jizzax der Nationalen Universität Usbekistans | O‘zbekiston milliy universiteti Jizzax filiali | http://jbnuu.uz/                                                                                         |
| 4. | Universität für Journalismus und Massenkommunikation Usbekistans | O‘zbekiston jurnalistika va ommaviy kommunikatsiyalar universiteti | https://uzjoku.uz/                                                                                       |
| 5. | Staatliche Technische Universität Taschkent | Toshkent davlat texnika universiteti | TDTU |
| 6. | Institut für Ingenieurwesen und Technologie Termiz | Termiz muhandislik-texnologiya instituti | http://tiet.uz/                                                                                          |
| 7. | Zweigstelle Almalyk der Staatlichen Technischen Universität Taschkent | Toshkent davlat texnika universiteti Olmaliq filiali | http://tdtuof.uz/                                                                                        |
| 8. | Kokan-Zweigstelle der Staatlichen Technischen Universität Taschkent | Toshkent davlat texnika universiteti Qo‘qon filiali | https://tdtukokand.uz/                                                                                   |
| 9. | Staatliche Wirtschaftsuniversität Taschkent | Toshkent davlat iqtisodiyot universiteti | http://tsue.uz/ru/                                                                                       |
| 10. | Zweigstelle Samarkand der Staatlichen Wirtschaftsuniversität Taschkent | Toshkent davlat iqtisodiyot universiteti Samarqand filiali | https://sbtsue.uz/uz                                                                                     |
| 11. | Finanzinstitut Taschkent | Toshkent moliya instituti | https://tfi.uz/uz-Latn                                                                                   |
| 12. | Taschkenter Institut für Textil- und Leichtindustrie | Toshkent to‘qimachilik va yengil sanoat instituti | http://web.ttyesi.uz/                                                                                    |
| 13. | Staatliche Universität für Orientalistik Taschkent | Toshkent davlat sharqshunoslik universiteti | https://tsuos.uz/                                                                                        |
| 14. | Taschkent Institut für Chemische Technologie | Toshkent kimyo-texnologiya instituti | http://tkti.uz/                                                                                          |
| 15. | Shahrisabz-Zweigstelle des Tashkent Institute of Chemical Technology | Toshkent kimyo-texnologiya instituti Shahrisabz filiali | http://stict.uz/                                                                                         |
| 16. | Yangiyer-Zweigstelle des Tashkent Institute of Chemical Technology | Toshkent kimyo-texnologiya instituti Yangiyer filiali | http://tktiyf.uz/                                                                                        |
| 17. | Staatliche Universität Taschkent für usbekische Sprache und Literatur | Toshkent davlat o‘zbek tili va adabiyoti universiteti | https://tsuull.uz/                                                                                       |
| 18. | Andijan Institut für Maschinenbau | Andijon mashinasozlik instituti | http://atm.andmiedu.uz/                                                                                  |
| 19. | Staatliche Universität Andischan | Andijon davlat universiteti | https://adu.uz/                                                                                          |
| 20. | Staatliches Pädagogisches Institut Andischan | Andijon davlat pedagogika instituti | https://andupi.uz                                                                                        |
| 21. | Staatliches Fremdspracheninstitut Andischan | Andijon davlat chet tillari instituti | http://adchti.uz/                                                                                        |
| 22. | Andijan Institut für Wirtschaft und Bauwesen | Andijon iqtisodiyot va qurilish instituti | https://eduaiqi.uz/                                                                                      |
| 23. | Staatliche Universität Buchara | Buxoro davlat universiteti | https://buxdu.uz/                                                                                        |
| 24. | Staatliches Pädagogisches Institut Buchara | Buxoro davlat pedagogika instituti | http://buxdupi.uz/                                                                                       |
| 25. | Buchara-Institut für Ingenieurwesen und Technologie | Buxoro muhandislik-texnologiya instituti | http://bmti.uz/                                                                                          |
| 26. | Gulistan State University | Guliston davlat universiteti | http://guldu.uz/index.php                                                                                |
| 27. | Staatliches Pädagogisches Institut Gulistan | Guliston davlat pedagogika instituti | https://gspi.uz/                                                                                         |
| 28. | Polytechnisches Institut Jizzakh | Jizzax politexnika instituti | http://jizpi.uz/                                                                                         |
| 29. | Staatliche Universität Karakalpak | Qoraqalpoq davlat universiteti | https://karsu.uz/ru/                                                                                     |
| 30. | Karshi State University | Qarshi davlat universiteti | www.qarshidu.uz/uz                                                                                       |
| 31. | Staatliches Pädagogisches Institut Shahrisabz | Shahrisabz davlat pedagogika instituti | https://qardupi.uz/                                                                                      |
| 32. | Karshi-Institut für Ingenieurwesen und Wirtschaft | Qarshi muhandislik-iqtisodiyot instituti | https://qmii.uz/uz                                                                                       |
| 33. | Namangan State University | Namangan davlat universiteti | http://namdu.uz/uz                                                                                       |
| 34. | Staatliches Pädagogisches Institut Namangan | Namangan davlat pedagogika instituti | https://namspi.uz/                                                                                       |
| 35. | Namangan Institut für Ingenieurwesen und Bauwesen | Namangan muhandislik-qurilish instituti | https://nammqi.uz/                                                                                       |
| 36. | Namangan Institut für Ingenieurwesen und Technologie | Namangan muhandislik-texnologiya instituti | https://nammti.uz/uz/                                                                                    |
| 37. | Namangan Textile Industry Institute | Namangan to‘qimachilik sanoati instituti | https://www.ntsi.uz/                                                                                     |
| 38. | Staatliches Institut für Fremdsprachen Namangan | Namangan davlat chet tillar instituti | https://namsifl.uz/                                                                                      |
| 39. | Staatliche Universität Samarkand | Samarqand davlat universiteti | http://www.samdu.uz/                                                                                     |
| 40. | Kattakorgan-Zweigstelle der Samarkand State University | Samarqand davlat universitetining Kattaqo‘rg‘on filiali | http://samdukf.uz/                                                                                       |
| 41. | Urgut-Zweigstelle der Samarkand State University | Samarqand davlat universitetining Urgut filiali | https://samduuf.uz/                                                                                      |
| 42. | Denov-Institut für Unternehmertum und Pädagogik der Samarkand State University | Samarqand davlat universitetining Denov tadbirkorlik va pedagogika instituti | https://dtpi.uz/                                                                                         |
| 43. | Usbekistan-Finnland-Pädagogisches Institut | O‘zbekiston-Finlandiya pedagogika instituti | http://uzfi.uz                                                                                           |
| 44. | Staatliches Institut für Fremdsprachen Samarkand | Samarqand davlat chet tillar instituti | https://samdchti.uz/                                                                                     |
| 45. | Samarkand Institut für Wirtschaft und Dienstleistung | Samarqand iqtisodiyot va servis instituti | http://sies.uz/uz                                                                                        |
| 46. | Staatliche Universität Termiz | Termiz davlat universiteti | https://tersu.uz/                                                                                        |
| 47. | Staatliches Pädagogisches Institut Termiz | Termiz davlat pedagogika instituti | https://tersupi.uz/                                                                                      |
| 48. | Staatliche Universität Fergana | Farg‘ona davlat universiteti | https://fdu.uz/                                                                                          |
| 49. | Polytechnisches Institut Fergana | Farg‘ona politexnika instituti | http://www.ferpi.uz/                                                                                     |
| 50. | Urganch State University | Urganch davlat universiteti | https://urdu.uz/                                                                                         |
| 51. | Staatliches Pädagogisches Institut Urganch | Urganch davlat pedagogika instituti | https://urspi.uz/uz                                                                                      |
| 52. | Staatliches Pädagogisches Institut Navoi | Navoiy davlat pedagogika instituti | http://nspi.uz/                                                                                          |
| 53. | Staatliches Pädagogisches Institut Nukus | Nukus davlat pedagogika instituti | https://ndpi.uz/uz/                                                                                      |
| 54. | Staatliche Pädagogische Universität Jizzakh | Jizzax davlat pedagogika universiteti | https://jdpu.uz/                                                                                         |
| 55. | Staatliches Pädagogisches Institut Kokan | Qo‘qon davlat pedagogika instituti | http://www.kspi.uz/                                                                                      |
| 56. | Staatliche Pädagogische Universität Chirchik | Chirchiq davlat pedagogika universiteti | https://www.cspi.uz/uz                                                                                   |
| 57. | „Tashkent Institute of Irrigation and Agricultural Mechanization Engineers“ Nationale Forschungsuniversität | «Toshkent irrigatsiya va qishloq xo‘jaligini mexanizatsiyalash muhandislari instituti» milliy tadqiqot universiteti                                                                                     | https://tiiame.uz/                                                                                       |
| 58. | Buchara-Institut für Management natürlicher Ressourcen | Buxoro tabiiy resurslarni boshqarish instituti | http://tiiamebb.uz/                                                                                      |
| 59. | Karshin-Institut für Bewässerung und Agrartechnologie | Qarshi irrigatsiya va agrotexnologiyalar instituti | https://www.tiiamekb.uz                                                                                  |
| 60. | Staatliche Universität für Bergbau und Technologie Navoi | Navoiy davlat konchilik va texnologiyalar universiteti | http://ndki.uz/                                                                                          |
| 61. | Navoi State University of Mining and Technologies, Nukus Mining Institute | Navoiy davlat konchilik va texnologiyalar universiteti Nukus konchilik instituti | https://ndkinf.uz/                                                                                       |
| 62. | Universität für Architektur und Bauwesen Taschkent | Toshkent arxitektura-qurilish universiteti | https://taqi.uz/                                                                                         |
| 63. | Staatliche Universität für Architektur und Bauwesen Samarkand | Samarqand davlat arxitektura-qurilish universiteti | https://www.samgasi.uz/                                                                                  |
| Ministerium für Vorschul- und Schulbildung – 1 Einrichtung                                                       | | | |
| 1. | Staatliche Pädagogische Universität Taschkent | Toshkent davlat pedagogika universiteti | http://new.tdpu.uz/                                                                                      |
| Agentur für spezialisierte Bildungseinrichtungen des Ministeriums für Vorschul- und Schulbildung – 1 Einrichtung | | | |
| 1. | Universität Neues Usbekistan | Yangi O'zbekiston Universiteti | https://newuu.uz/uz                                                                                      |
| Landwirtschaftsministerium – 6 Einrichtungen                                                                     | | | |
| 1. | Staatliche Agraruniversität Taschkent | Toshkent davlat agrar universiteti | https://tdau.uz/                                                                                         |
| 2. | Karakalpakstan Institut für Landwirtschaft und Agrartechnologien | Qoraqalpog‘iston qishloq xo‘jaligi va agrotexnologiyalar instituti | http://tdaunukus.uz/uz/                                                                                  |
| 3. | Termiz-Institut für Agrartechnologien und innovative Entwicklung | Termiz agrotexnologiyalar va innovatsion rivojlanish instituti | https://tsautb.uz/                                                                                       |
| 4. | Samarkand-Zweigstelle der Staatlichen Agraruniversität Taschkent | Toshkent davlat agrar universiteti Samarqand filiali | http://www.samaguni.uz/                                                                                  |
| 5. | Andijan Institut für Landwirtschaft und Agrartechnologien | Andijon qishloq xo‘jaligi va agrotexnologiyalar instituti | http://andqxai.uz/                                                                                       |
| 6. | Internationales Institut für Lebensmitteltechnologie und -technik | Oziq-ovqat texnologiyasi va muhandisligi xalqaro instituti | https://iifte.uz/                                                                                        |
| Gesundheitsministerium – 12 Einrichtungen                                                                        | | | |
| 1. | Medizinische Akademie Taschkent | Toshkent tibbiyot akademiyasi | https://tma.uz/uz/                                                                                       |
| 2. | Zweigstelle Urganch der Medizinischen Akademie Taschkent | Toshkent tibbiyot akademiyasi Urganch filiali | https://www.urgfiltma.uz/uz/                                                                             |
| 3. | Termiz-Zweigstelle der Taschkent Medical Academy | Toshkent tibbiyot akademiyasi Termiz filiali | https://ttatf.uz/                                                                                        |
| 4. | Medizinisches Institut für öffentliche Gesundheit in Fergana | Farg‘ona jamoat salomatligi tibbiyot instituti | https://ttaff.uz/                                                                                        |
| 5. | Kindermedizinisches Institut Taschkent | Toshkent pediatriya tibbiyot instituti | https://tashpmi.uz/                                                                                      |
| 6. | Medizinisches Institut Karakalpakstan | Qoraqalpog‘iston tibbiyot instituti | https://kkmi.uz/index.php/uz/                                                                            |
| 7. | Pharmazeutisches Institut Taschkent | Toshkent farmasevtika instituti | https://pharmi.uz/                                                                                       |
| 8. | Staatliches Dentalinstitut Taschkent | Toshkent davlat stomatologiya instituti | https://tsdi.uz/                                                                                         |
| 9. | Staatliches Medizinisches Institut Andischan | Andijon davlat tibbiyot instituti | https://adti.uz/ru/                                                                                      |
| 10. | Staatliches Medizinisches Institut Buchara | Buxoro davlat tibbiyot instituti | https://bsmi.uz/                                                                                         |
| 11. | Staatliche Medizinische Universität Samarkand | Samarqand davlat tibbiyot universiteti | https://www.sammu.uz/uz                                                                                  |
| 12. | Pharmazeutische Technische Universität | Farmasevtika texnik universiteti | https://phtu.uz/                                                                                         |
| Ministerium für Kultur und Tourismus – 10 Einrichtungen                                                          | | | |
| 1. | Staatliches Konservatorium Usbekistans | O‘zbekiston davlat konservatoriyasi | http://konservatoriya.uz/                                                                                |
| 2. | Nationales Institut für Pop-Art des Staatlichen Konservatoriums Usbekistan | O‘zbekiston davlat konservatoriyasi huzuridagi Milliy estrada san'ati instituti | http://uzmesi.uz/                                                                                        |
| 3. | Nukus-Zweigstelle des Staatlichen Konservatoriums Usbekistans | O‘zbekiston davlat konservatoriyasi Nukus filiali | https://uzdknf.uz/                                                                                       |
| 4. | Staatliches Institut für Kunst und Kultur Usbekistans | O‘zbekiston davlat san'at va madaniyat instituti | http://dsmi.uz/                                                                                          |
| 5. | Nukus-Zweigstelle des Staatlichen Instituts für Kunst und Kultur Usbekistans | O‘zbekiston davlat san'at va madaniyat instituti Nukus filiali | https://uzdsmi-nf.uz/                                                                                    |
| 6. | Regionale Zweigstelle Fergana des Staatlichen Instituts für Kunst und Kultur Usbekistans | O‘zbekiston davlat san'at va madaniyat instituti Farg‘ona mintaqaviy filiali | http://dsmi-qf.uz/                                                                                       |
| 7. | Staatliche Akademie für Choreographie Usbekistans | O‘zbekiston davlat xoreografiya akademiyasi | http://uzdxa.uz/                                                                                         |
| 8. | Urganch-Zweigstelle der Staatlichen Akademie für Choreographie Usbekistans | O‘zbekiston davlat xoreografiya akademiyasi Urganch filiali | https://uzdxauf.uz/                                                                                      |
| 9. | Usbekisches Nationales Musikkunstinstitut | O‘zbek milliy musiqa san'ati instituti | https://uzmmsi.uz/                                                                                       |
| 10. | „Silk Road“ Internationale Universität für Tourismus und Kulturerbe | “Ipak yo‘li” turizm va madaniy meros xalqaro universiteti | https://www.univ-silkroad.uz                                                                             |
| Kunstakademie – 1 Einrichtung                                                                                    | | | |
| 1. | Nationales Institut für Kunst und Design | Milliy rassomlik va dizayn instituti | http://mrdi.uz/                                                                                          |
| Ministerium für digitale Technologien – 7 Einrichtungen                                                          | | | |
| 1. | Taschkenter Universität für Informationstechnologie, benannt nach Muhammad al-Khorazmi | Muhammad al-Xorazmiy nomidagi Toshkent Axborot Texnologiyalari Universiteti | https://tuit.uz/                                                                                         |
| 2. | Karshi-Zweigstelle der Universität für Informationstechnologie Taschkent | Toshkent axborot texnologiyalari universiteti Qarshi filiali | https://www.tuitkf.uz/                                                                                   |
| 3. | Nukus-Zweigstelle der Universität für Informationstechnologie Taschkent | Toshkent axborot texnologiyalari universiteti Nukus filiali | https://tatunf.uz/                                                                                       |
| 4. | Zweigstelle Samarkand der Universität für Informationstechnologie Taschkent | Toshkent axborot texnologiyalari universiteti Samarqand filiali | http://samtuit.uz/uz                                                                                     |
| 5. | Fergana-Zweigstelle der Taschkent-Universität für Informationstechnologien | Toshkent axborot texnologiyalari universiteti Farg‘ona filiali | https://tatuff.uz/                                                                                       |
| 6. | Urganch-Zweigstelle der Taschkent-Universität für Informationstechnologien | Toshkent axborot texnologiyalari universiteti Urganch filiali | https://www.ubtuit.uz/                                                                                   |
| 7. | Nurafshon-Zweigstelle der Universität für Informationstechnologien Taschkent | Toshkent axborot texnologiyalari universiteti Nurafshon filiali | https://nbtuit.uz/                                                                                       |
| Justizministerium – 1 Einrichtung                                                                                | | | |
| 1. | Staatliche Rechtsuniversität Taschkent | Toshkent davlat yuridik universiteti | https://tsul.uz/uz                                                                                       |
| Generalstaatsanwaltschaft – 1 Einrichtung                                                                        | | | |
| 1. | Akademie für Strafverfolgung der Republik Usbekistan | O‘zbekiston Respublikasi Huquqni muhofaza qilish akademiyasi | https://proacademy.uz/                                                                                   |
| Ministerium für Verkehr – 1 Einrichtung                                                                          | | | |
| 1. | Staatliche Verkehrsuniversität Taschkent | Toshkent davlat transport universiteti | http://tashiit.uz/                                                                                       |
| Außenministerium – 1 Einrichtung                                                                                 | | | |
| 1. | Universität für Weltwirtschaft und Diplomatie | Jahon iqtisodiyoti va diplomatiya universiteti | https://uwed.uz/                                                                                         |
| Ausschuss für religiöse Angelegenheiten – 1 Einrichtung                                                          | | | |
| 1. | Internationale Islamische Akademie Usbekistans | O'zbekiston xalqaro islom akademiyasi | https://iiau.uz/                                                                                         |
| Ministerium für Jugendpolitik und Sport – 4 Einrichtungen                                                        | | | |
| 1. | Staatliche Universität für Leibeserziehung und Sport Usbekistans | O‘zbekiston davlat jismoniy tarbiya va sport universiteti | https://jtsu.uz/uz                                                                                       |
| 2. | Nukus-Zweigstelle der Staatlichen Universität für Leibeserziehung und Sport Usbekistans | O‘zbekiston davlat jismoniy tarbiya va sport universiteti Nukus filiali | https://uzdjtsunf.uz/                                                                                    |
| 3. | Fergana-Zweigstelle der Staatlichen Universität für Leibeserziehung und Sport Usbekistans | O‘zbekiston davlat jismoniy tarbiya va sport universiteti Farg‘ona filiali | https://uzdjtsuff.uz/                                                                                    |
| 4. | Institut für höhere Sportkompetenzen | Oliy sport mahorati instituti | |
| Ausschuss für Veterinär- und Viehzuchtentwicklung – 3 Einrichtungen                                              | | | |
| 1. | Staatliche Universität Samarkand für Veterinärmedizin, Tierhaltung und Biotechnologie | Samarqand davlat veterinariya meditsinasi, chorvachilik va biotexnologiyalar universiteti | https://ssuv.uz/                                                                                         |
| 2. | Staatliche Universität für Veterinärmedizin, Tierhaltung und Biotechnologie Samarkand, Zweigstelle Nukus | Samarqand davlat veterinariya meditsinasi, chorvachilik va biotexnologiyalar universiteti Nukus filiali                                                                                                 | https://sdvunf.uz/                                                                                       |
| 3. | Taschkenter Zweigstelle der staatlichen Universität für Veterinärmedizin, Tierhaltung und Biotechnologie in Samarkand | Samarqand davlat veterinariya meditsinasi, chorvachilik va biotexnologiyalar universiteti Toshkent filiali                                                                                              | https://svmitf.uz/                                                                                       |
| Ministerium für Bergbau und Geologie – 1 Einrichtung                                                             | | | |
| 1. | Universität für Geologische Wissenschaften | Geologiya fanlari universiteti | https://uzgeouniver.uz/uz                                                                                |
| Steuerausschuss des Ministeriums für Wirtschaft und Finanzen – 1 Einrichtung                                     | | | |
| 1. | Fiskal institut | Fiskal institut | https://fiin.uz/                                                                                         |
| Nichtstaatliche Hochschuleinrichtungen – 65 Einrichtungen                                                        | | | |
| 1. | Tashkent International University of Chemistry (Yodju Technical Institute) | Toshkent kimyo xalqaro universiteti (Yodju texnika instituti) | https://ytit.uz/uz/                                                                                      |
| 2. | Akfa-Universität (seit 2019 Central Asian University) | Akfa universiteti | https://centralasian.uz/                                                                                 |
| 3. | Universität Kokand, Kokand | Qo‘qon universiteti, Qoʻqon | https://kokanduni.uz/                                                                                    |
| 4. | Internationale Universität Korea in Fergana | Farg‘ona shahridagi Koreya xalqaro universiteti | http://kiuf.uz/home                                                                                      |
| 5. | Internationale Universität Tashkent | «Tashkent International University» xalqaro universiteti | https://www.tiu.uz/                                                                                      |
| 6. | TEAM-Universität | TEAM universiteti | https://teamuni.uz/ru/                                                                                   |
| 7. | Britische Universität für Management in Taschkent | Toshkent shahridagi Britaniya menejment universiteti | https://bmu-edu.uz/uz/                                                                                   |
| 8. | Internationale Universität „Tashkent International University of Education“ | «Tashkent International University of Education» xalqaro universiteti | https://tiue.uz/                                                                                         |
| 9. | Digitale Universität Japan | Yaponiya raqamli universiteti | https://www.jdu.uz/                                                                                      |
| 10. | SAMBHRAM-Universität | SAMBHRAM universiteti | https://www.sambhram.uz/                                                                                 |
| 11. | Akademie für Arbeit und soziale Beziehungen | Mehnat va ijtimoiy munosabatlar akademiyasi | https://atso.uz/                                                                                         |
| 12. | Mamun-Universität | Ma'mun universiteti | http://www.mamun.uz/                                                                                     |
| 13. | Orientalische Universität | Oriental universiteti | https://orientaluniversity.uz/                                                                           |
| 14. | Universität „CAMBRIDGE INTERNATIONAL“ | "CAMBRIDGE INTERNATIONAL" universiteti | https://cambridge.uz/                                                                                    |
| 15. | Universität „STARS INTERNATIONAL“ | "STARS INTERNATIONAL" universiteti | https://stars.university/                                                                                |
| 16. | „TMC“-Institut | "TMC" instituti | https://tmci.uz/                                                                                         |
| 17. | „EMU“-Universität | "EMU" universiteti | https://emuni.uz/                                                                                        |
| 18. | Institut für pharmazeutische Ausbildung und Forschung | Farmasevtika ta'lim va tadqiqot instituti | http://ftti.uz/                                                                                          |
| 19. | Internationale Schule für Finanzen und Technologie | International school of finance and technology | https://isft.uz/                                                                                         |
| 20. | Buchara-Institut für Psychologie und Fremdsprachen | Buxoro psixologiya va xorijiy tillar instituti | http://buxpxti.uz/                                                                                       |
| 21. | Urganch Ranch Technology University | Urganch ranch texnologiya universiteti | http://utu-ranch.uz/                                                                                     |
| 22. | Diplomatenuniversität | Diplomat university | https://diplomat.university/uz/                                                                          |
| 23. | Taschkent Universität für angewandte Wissenschaften | Toshkent Amaliy Fanlar universiteti | https://utas.uz/                                                                                         |
| 24. | Profi university | Profi university | https://profiuniversity.uz/                                                                              |
| 25. | New Century University | Yangi asr universiteti | https://yangiasr.uz/uz/                                                                                  |
| 26. | IT-Park Universität | IT-Park University | https://itpu.uz/                                                                                         |
| 27. | PDP-Universität | PDP University | https://university.pdp.uz                                                                                |
| 28. | Turan International University | Тuran International University | https://tiu-edu.uz/                                                                                      |
| 29. | Universität für Wissenschaft und Technologie | University of science and technologies | https://tuit.uz/en                                                                                       |
| 30. | Universität für digitale Wirtschaft und Agrartechnologien | Raqamli iqtisodiyot va agrotexnologiyalar universiteti | https://udea.uz/                                                                                         |
| 31. | Karshi International University | Qarshi xalqaro universiteti | https://kiu.uz/                                                                                          |
| 32. | Effekt EDU | Effect EDU | |
| 33. | Buchara-Institut für innovative Medizin | Buxoro innovatsion tibbiyot instituti | https://biti.uz/                                                                                         |
| 34. | Turan-Zarmed-Universität | Turon zarmed universiteti | https://buxtzu.uz/                                                                                       |
| 35. | Navoi Innovation Institute | Navoiy innovatsiyalar instituti | https://niiedu.uz/                                                                                       |
| 36. | Internationale Nordic Universität | Xalqaro nordik universiteti | https://nordicuniversity.org/                                                                            |
| 37. | Alfaraganus-Universität | Alfraganus universiteti | https://alfraganusuniversity.uz/                                                                         |
| 38. | Universität für Wirtschaft und Pädagogik | Iqtisodiyot va pedagogika universiteti | https://ipu-edu.uz/                                                                                      |
| 39. | Zentralasiatische medizinische Universität | Central asian medical university | https://camuf.uz/                                                                                        |
| 40. | Universität für Wirtschaft und Pädagogik | University of economics and pedagogy | https://uniep.uz/                                                                                        |
| 41. | Taschkenter Institut für Wirtschaft und Pädagogik | Toshkent iqtisodiyot va pedagogika instituti | https://tipi.uz/                                                                                         |
| 42. | Internationale Technische Universität Samarkand | Samarqand xalqaro texnologiya universiteti | https://www.siut.uz/                                                                                     |
| 43. | Universität für Management und Zukunftstechnologien | University of management and future technologies | http://umft.uz/                                                                                          |
| 44. | Nukus Innovation Institute | Nukus innovatsion instituti | https://nukusii.uz/                                                                                      |
| 45. | Buchara Innovation University | Buxoro innovatsiyalar universiteti | http://buxiu.uz/                                                                                         |
| 46. | Asiatische Internationale Universität | Osiyo xalqaro universiteti | https://oxu.uz/                                                                                          |
| 47. | Karshi-Universität für innovative Bildung | Qarshi innovatsion ta'lim universiteti | https://qitu.uz/                                                                                         |
| 48. | Universität für Wirtschaft und Wissenschaft | University of Business and Science | http://usat.uz/                                                                                          |
| 49. | Impuls Medizinisches Institut | Impuls Medical Institut | https://www.impulsmi.uz/                                                                                 |
| 50. | Termiz-Universität für Wirtschaft und Dienstleistung | Termiz iqtisodiyot va servis universiteti | https://tisu.uz/                                                                                         |
| 51. | Privatschule / Hauptstadtschule / Capital School | Xususiy Maktab | dauerhaft geschlossen                                                                                    |
| 52. | Internationale Digitale Universität | International Digital University | https://www.idu.uz/                                                                                      |
| 53. | Taschkent Institut für Management und Wirtschaft | Toshkent menejment va iqtisodiyot instituti | https://timeedu.uz/uz/                                                                                   |
| 54. | Perfekt-Universität | Perfekt Universitet | https://perfectuniversity.uz/                                                                            |
| 55. | Taschkent Internationale Universität für Finanzmanagement und -technologien | Toschkent Xalqaro moliyaviy boshqaruv va texnologiyalar Universiteti | https://tift.uz/                                                                                         |
| 56. | Urgench Innovation University | URGANCH INNOVATSION UNIVERSITY | https://uriu.uz/en/                                                                                      |
| 57. | Turon-Universität, Karschi | Turon universiteti, Qarshi | https://www.turonuniversity.uz/                                                                          |
| 58. | Universität für Informationstechnologie und Management | Axborot texnologiyalari va menejment universiteti | https://atmu.uz/                                                                                         |
| 59. | Geisteswissenschaftliche Universität Taschkent | Toshkent gumanitar fanlar universiteti | TGFU |
| 60. | Institut für Sozial- und Politikwissenschaften | Ijtimoiy va siyosiy fanlar instituti | https://isfi.uz/                                                                                         |
| 61. | Renaissance-Universität für Pädagogik | Renessans Ta'lim universiteti | http://renessans-edu.uz                                                                                  |
| 62. | Universität für Wirtschaft und Technologie Taschkent | Toshkent Iqtisodiyot va Texnologiyalari Universiteti | https://t.me/titu_uz                                                                                     |
| 63. | Universität Angren, Angren | Angren Universiteti | https://auni.uz/                                                                                         |
| 64. | Seidenstraßen-Innovationsuniversität | Ipak yo'li innovatsiyalar universiteti | https://iyiu.uz/en                                                                                       |
| 65. | Universität für Exakte und Sozialwissenschaften | Aniq va ijtimoiy fanlar universiteti | https://uess.uz/                                                                                         |
| 66. | Central Asian University | Central Asian University | https://centralasian.uz/index                                                                            |
| Ausländische Hochschuleinrichtungen und ihre Zweigstellen – 30 Einrichtungen                                     | | | |
| 1. | Zweigstelle der Russischen Staatlichen Öl- und Gasuniversität IMGubkin in Taschkent (Russland) | I.M.Gubkin nomidagi Rossiya davlat neft va gaz universiteti Toshkent shahridagi filiali (Rossiya) | https://gubkin.uz/                                                                                       |
| 2. | Zweigstelle der Moskauer Staatlichen Universität benannt nach MV Lomonosov in Taschkent (Russland) | M.V.Lomonosov nomidagi Moskva davlat universitetining Toshkent shahridagi filiali (Rossiya) | https://msu.uz/                                                                                          |
| 3. | Taschkent-Zweigstelle der Russischen Plechanow Wirtschaftsuniversität, verbunden mit der Russischen Plechanow-Wirtschaftsuniversität                                                                                       | G.V.Plexanov nomli Rossiya iqtisodiyot universiteti Toshkent filiali | https://reu.uz/                                                                                          |
| 4. | Polytechnische Universität Turin in Taschkent (Italien) | Toshkent shahridagi Turin politexnika universiteti (Italiya) | https://polito.uz/uz/asosiy/                                                                             |
| 5. | Internationale Universität Westminster in Taschkent | Toshkent Xalqaro Vestminster Universiteti | http://www.wiut.uz/uzbek-content                                                                         |
| 6. | Singapore Management Development Institute in Taschkent | Toshkent shahridagi Singapur Menejmentni rivojlantirish instituti | https://www.mdis.uz/                                                                                     |
| 7. | Inkha-Universität in Taschkent | Toshkent shahridagi Inxa universiteti | https://inha.uz/                                                                                         |
| 8. | Zweigstelle der bundesstaatlichen autonomen höheren Bildungseinrichtung „National University of Technological Research MISiS“ in Almalyk (Russland)                                                                        | Federal davlat avtonom oliy ta'lim muassasasi “Milliy texnologik tadqiqotlar universiteti MISiS”ning Olmaliq shahridagi filiali (Rossiya)                                                               | http://www.misis.uz/                                                                                     |
| 9. | Puchon-Universität in Taschkent (Korea) | Toshkent shahridagi Puchon universiteti (Koreya) | https://bucheon.uz/uz                                                                                    |
| 10. | Zweigstelle der Höheren Schule für Informationssystemmanagement Lettlands in Fergana (Lettland) | Latviyaning Axborot tizimlari menejmenti Oliy maktabining Farg‘ona shahridagi filiali (Latviya) | https://www.ismaeu.uz/                                                                                   |
| 11. | Taschkent-Zweigstelle der bundesstaatlichen autonomen höheren Bildungseinrichtung „MMFI“ National Research Nuclear University (Russland)                                                                                   | “MMFI milliy tadqiqot yadro universiteti” federal davlat avtonom oliy ta'lim muassasasining Toshkent shahridagi filiali (Rossiya)                                                                       | https://www.mephi.uz/                                                                                    |
| 12. | Adju-Universität in Taschkent (Korea) | Toshkent shahridagi Adju universiteti (Koreya) | http://www.ajou.uz/uz                                                                                    |
| 13. | Amity University in Taschkent (Indien) | Toshkent shahridagi Amiti universiteti (Hindiston) | https://amity.uz/uzbek/                                                                                  |
| 14. | „Moskauer Staatliches Institut für Internationale Beziehungen (Universität) des Außenministeriums der Russischen Föderation“, Zweigstelle der föderalen staatlichen autonomen Hochschuleinrichtung in Taschkent (Russland) | "Rossiya Federatsiyasi Tashqi ishlar vazirligining Moskva davlat xalqaro munosabatlar instituti (universiteti)" Federal davlat avtonom oliy ta'lim muassasasining Toshkent shahridagi filiali (Rossiya) | https://uzb.mgimo.ru/                                                                                    |
| 15. | Zentrum für die Umsetzung von Bildungsprogrammen der Webster University in Taschkent (USA) | Toshkent shahridagi Vebster universitetining ta'lim dasturlarini amalga oshirish markazi (AQSh) | https://webster.uz/                                                                                      |
| 16. | Sharda-Universität in Usbekistan (Indien) | O‘zbekistondagi Sharda universiteti (Hindiston) | https://www.shardauniversity.uz/                                                                         |
| 17. | Taschkenter Zweig der staatlichen Hochschule „MEI“ der Nationalen Forschungsuniversität (Russland) | "MEI" milliy tadqiqot universiteti" Federal davlat byudjeti oliy ta'lim muassasasining Toshkent filiali (Rossiya)                                                                                       | https://mpei.uz/                                                                                         |
| 18. | Taschkenter Zweig der Hochschule für Staatshaushalt „DIMendeleev Russische Universität für Chemische Technologie“ (Russland)                                                                                               | "D.I.Mendeleev nomidagi Rossiya kimyo-texnologiya universiteti" Federal davlat byudjeti oliy ta'lim muassasasining Toshkent filiali (Rossiya)                                                           | https://muctr-tashkent.uz/ru                                                                             |
| 19. | Zweigstelle der Staatlichen Universität Astrachan in der Region Taschkent (Russland) | Astraxan davlat universitetining Toshkent viloyatidagi filiali (Rossiya) | https://astu.uz/                                                                                         |
| 20. | Belarussisch-Usbekisches Institut für intersektorale praktische technische Qualifikationen in Taschkent (Belarus) | Toshkent shahridagi Belarus-O‘zbekiston qo‘shma tarmoqlararo amaliy texnik kvalifikasiyalar instituti (Belarus)                                                                                         | https://bntu.by/institutes/buii                                                                          |
| 21. | Zweigstelle der Universität für Wirtschaft und Technologie in Taschkent (Türkei) | Iqtisodiyot va texnologiyalar universitetining Toshkent shahridagi filiali (Turkiya) | https://tobbetu.uz/uz0                                                                                   |
| 22. | Binary International University in Urganch (Malaysia) | Urganch shahridagi xalqaro «Binary» universiteti (Malayziya) | https://binary.edu.my/biu-uz/                                                                            |
| 23. | Russische Staatliche Pädagogische Universität, benannt nach A. I. Herzen, Zweigstelle Taschkent der Föderalen Staatshaushaltshochschule (Russland)                                                                         | A.I. Gerzen nomidagi Rossiya davlat pedagogika universiteti Federal davlat byudjeti oliy ta'lim muassasasining Toshkent filiali (Rossiya)                                                               | https://www.herzen.uz/                                                                                   |
| 24. | Die „St. Petersburg State University“ ist eine Zweigstelle der Federal State Budget Higher Education Institution in Taschkent                                                                                              | “Sankt-Peterburg davlat universiteti” Federal davlat byudjeti oliy ta'lim muassasasi Toshkent shahridagi filiali                                                                                        | [] |
| 25. | „Collegium Humanium“ Zweigstelle der Warschauer Universität für Management in Andijan | "Collegium Humanium" Varshava menejment universiteti Andijon filiali | https://collegiumhumanum.uz/                                                                             |
| 26. | Taschkenter Zweig der Russischen Nationalen Medizinischen Forschungsuniversität, benannt nach N. I. Pirogov | N.I.Pirogov nomidagi Rossiya milliy tadqiqot tibbiyot universitetining Toshkent shahridagi filiali | |
| 27. | Jizzax shahridagi Qozon federal universitetining filialielle (Kasaner Föderalen Universität in Jizzakh) | | |
| 28. | Zweigstelle der föderalen Staatshaushaltshochschule „Allrussisches Staatliches Institut für Kinematographie, benannt nach SA Gerasimov“ in Taschkent                                                                       | Toshkent shahridagi «S.A. Gerasimov nomidagi Butunrossiya davlat kinematografiya instituti» federal davlat byudjeti oliy ta'lim muassasasi filiali                                                      | |
| 29. | Zweigstelle der italienischen Universität Pisa in der Stadt Taschkent | Toshkent shahridagi Italiyaning Piza universiteti filiali | https://pisa.uz/en                                                                                       |
| 30. | Internationale Universität für Landwirtschaft | Xalqaro qishloq xo‘jaligi universiteti | https://iau.uz/                                                                                          |